# Gran Premio del Úlster de Motociclismo de 1962
El Gran Premio del Ulster de Motociclismo de 1962 fue la séptima prueba de la temporada 1962 del Campeonato Mundial de Motociclismo. El Gran Premio se disputó el 11 de agosto de 1963 en Dundrod.

## Resultados 500cc
Mike Hailwood nuevamente ganó la carrera de 500cc sin problemas, pero el logro más notable fue para Alan Shepherd, que con Matchless G50 aparentemente fue muy rápido. Aunque estaba casi cuatro minutos por detrás de Hailwood, nuevamente se situaba muy por delante de las Nortons y confirmó su segundo lugar en la Copa del Mundo. Phil Read (Norton) terminó tercero y se coló en el tercer puesto de la general junto a Gary Hocking. Un participante notable fue el piloto Eric Oliver de 51 años, que compitió con un 350cc - AJS 7R pero se retiró.
| Pos.    | Piloto            | Equipo    | Tiempo     | Pts. |
| ------- | ----------------- | --------- | ---------- | ---- |
| 1       | Mike Hailwood     | MV Agusta | 1h 18:20.6 | 8    |
| 2       | Alan Shepherd     | Matchless | +3:45.2    | 6    |
| 3       | Phil Read         | Norton    | +4:44.0    | 4    |
| 4       | Ron Langston      | Norton    | +1 Vuelta  | 3    |
| 5       | Tony Godfrey      | Norton    | +1 Vuelta  | 2    |
| 6       | Ray Spence        | Norton    | +1 Vuelta  | 1    |
| 7       | Peter Middleton   | Norton    | +1 Vuelta  |      |
| 8       | Roy Ingram        | Norton    | +1 Vuelta  |      |
| 9       | Sid Mizen         | Matchless | +1 Vuelta  |      |
| 10      | Ralph Bryans      | Norton    | +1 Vuelta  |      |
| 11      | Tom Thorp         | Norton    | +1 Vuelta  |      |
| 12      | Jack Ahearn       | Norton    | +1 Vuelta  |      |
| 13      | Alf Shaw          | Norton    |            |      |
| 14      | Karl Recktenwald  | Norton    |            |      |
| 15      | Dennis Fry        | Norton    |            |      |
| 16      | Patrick Plunkett  | Matchless |            |      |
| 17      | Tommy Holmes      | Matchless |            |      |
| 18      | Jimmy Jones       | Norton    |            |      |
| Ret     | Bert Schneider    | Norton    | Ret        |      |
| Ret     | Jack Findlay      | Norton    | Ret        |      |
| Ret     | Mike Duff         | Matchless | Ret        |      |
| Ret     | František Šťastný | Jawa      | Ret        |      |
| Ret     | Alistair King     | Matchless | Ret        |      |
| Ret     | Dan Shorey        | Matchless | Ret        |      |
| Ret     | Derek Minter      | Norton    | Ret        |      |
| Ret     | Ellis Boyce       | Norton    | Ret        |      |
| Ret     | Eric Oliver       | AJS       | Ret        |      |
| Ret     | Bob Coulter       | AJS       | Ret        |      |
| Ret     | Fred Stevens      | Norton    | Ret        |      |
| Ret     | Hugh Anderson     | Norton    | Ret        |      |
| Ret     | Paddy Driver      | Norton    | Ret        |      |
| Fuente: |                   |           |            |      |

## Resultados 350cc
En Úlster, las Honda ingresó a la carrera con una carrera mejorada de 350cc, la RC 171. Mike Hailwood (MV Agusta 350 4C) hizo la vuelta más rápida, pero tuvo que rendirse ante la capacidad de Jim Redman , que asumió el liderazgo en la clasificación general del Mundial. František Šťastný terminó segundo con su Jawa y Tommy Robb tercero con Honda 350cc.
| Pos. | Piloto             | Equipo    | Tiempo       | Pts. |
| ---- | ------------------ | --------- | ------------ | ---- |
| 1    | Jim Redman         | Honda     | 1h 20' 39.6" | 8    |
| 2    | František Št'astný | Jawa      |              | 6    |
| 3    | Tommy Robb         | Honda     |              | 4    |
| 4    | Alan Shepherd      | AJS       |              | 3    |
| 5    | Gustav Havel       | Jawa      |              | 2    |
| 6    | Mike Duff          | AJS       |              | 1    |
| 7    | Hugh Anderson      | AJS       |              |      |
| 8    | Tony Godfrey       | Norton    |              |      |
| Ret  | Mike Hailwood      | MV Agusta | Ret          |      |
| Ret  | Phil Read          | Norton    | Ret          |      |
| Ret  | Paddy Driver       | Norton    | Ret          |      |
| Ret  | Ron Langston       | Norton    | Ret          |      |

## Resultados 250cc
Tommy Robb reemplazó al herido de gravedad Bob McIntyre y condujo la Honda RC 163 por primera vez y ganar por delante de sus compañeros Jim Redman y Luigi Taveri. Para Redman, la ausencia de McIntyre fue suficiente para asegurarse el título mundial pero virtualmente lo era. Teóricamente, McIntyre podría ganar todas las siguientes carreras y luego llegar a empatar con Redman: 44 puntos, cuatro victorias, dos segundos puestos y cuatro resultados consecutivos. McIntyre, sin embargo, murió el 15 de agosto por lo que Redman se convirtió en campeón mundial después de la muerte de Rob McIntyre cuatro días después del Gran Premio de Úlster.
| Pos. | Piloto           | Equipo     | Tiempo       | Pts. |
| ---- | ---------------- | ---------- | ------------ | ---- |
| 1    | Tommy Robb       | Honda      | 1h 10' 58.6" | 8    |
| 2    | Jim Redman       | Honda      |              | 6    |
| 3    | Luigi Taveri     | Honda      |              | 4    |
| 4    | Arthur Wheeler   | Moto Guzzi |              | 3    |
| 5    | Campbell Donaghy | Ducati     | + 1 Vuelta   | 2    |
| 6    | Stuart Graham    | Aermacchi  | + 1 Vuelta   | 1    |
| 7    | Dan Shorey       | Bultaco    | + 1 Vuelta   |      |
| Ret  | Hugh Anderson    | Suzuki     | Ret          |      |
| Ret  | Rex Avery        | EMC        | Ret          |      |

## Resultados 125cc
La carrera de 125cc abrió el Gran Premio de Úlster y fue realmente emocionante: Luigi Taveri, Tommy Robb y Jim Redman montaron sus Honda RC 145 y llegaron a la meta separados por tan solo dos décimas de diferencia. Una foto finish indicó a Taveri como ganador. Eso aseguró el título mundial, incluso si Redman ganaba todas las demás carreras.
| Pos. | Piloto           | Equipo  | Tiempo     | Pts. |
| ---- | ---------------- | ------- | ---------- | ---- |
| 1    | Luigi Taveri     | Honda   | 58' 45.6"  | 8    |
| 2    | Tommy Robb       | Honda   | + 0.0      | 6    |
| 3    | Jim Redman       | Honda   | + 0.2      | 4    |
| 4    | Teisuke Tanaka   | Honda   | + 49.0     | 3    |
| 5    | Hugh Anderson    | Suzuki  | + 2' 25.2  | 2    |
| 6    | Paddy Driver     | EMC     | + 3' 18.4  | 1    |
| 7    | Frank Perris     | Suzuki  |            |      |
| 8    | Dennis Champman  | Bultaco | + 1 Vuelta |      |
| Ret  | Stanislav Malina | CZ      | Ret        |      |
| Ret  | Derek Minter     | EMC     | Ret        |      |
| Ret  | Bruno Spaggiari  | Ducati  | Ret        |      |
| Ret  | Dan Shorey       | Bultaco | Ret        |      |
| Ret  | Ernst Degner     | Suzuki  | Ret        |      |